# Kam"janka-Dniprovs'ka
Kam"janka-Dniprovs'ka' (in ucraino Кам'янка-Дніпровська?, in russo Каменка-Днепровская?, Kamenka-Dneprovskaja) è una città ucraina (12 117 abitanti), nel distretto di  Vasylivka nell'oblast' di Zaporižžja. Ospita l'amministrazione della comunità territoriale di Kam"janka-Dniprovs'ka, una delle comunità territoriali dell'Ucraina..
Fino al 18 luglio 2020  Kam"janka-Dniprovs'ka era il centro amministrativo del distretto di Kam"janka-Dniprovs'ka. Come parte della riforma amministrativa dell'Ucraina, che ridusse a cinque il numero di distretti dell'oblast' di Zaporižžja, il distretto di Kam"janka-Dniprovs'ka venne fuso nel distretto di Vasylivka

## Geografia fisica
È situata sulla riva meridionale del bacino di Kachovka, lungo il Dnepr, alla confluenza del fiume Bilozerka nell'omonimo liman.